# Samuel Gonzalez Westling
Patric Samuel Gonzalez Westling, född 14 januari 1983 i Tynnereds församling i Göteborg, är en svensk politiker (vänsterpartist). Han är ordinarie riksdagsledamot sedan 2022, invald för Gävleborgs läns valkrets. Gonzalez Westling är Vänsterpartiets gruppledare i riksdagen sedan 2022.
I riksdagen är han ledamot i riksdagsstyrelsen och krigsdelegationen sedan 2022 samt suppleant i utbildningsutskottet.
Gonzalez Westling valdes in i Vänsterpartiets partistyrelse som ersättare på kongressen 2014 som hölls i Stockholm och är sedan kongressen i Örebro 2016 ordinarie ledamot. Han har tidigare varit vice ordförande i kommunstyrelsen för Hofors kommun 2015–2018 och andre vice ordförande 2019–2022.